# 스텝업 4: 레볼루션
《스텝업 4: 레볼루션》(영어: Step Up Revolution)은 2012년 개봉한 미국의 춤 영화이다. 《스텝업 3D》(2008)의 속편이며, 스텝 업 시리즈 네 번째 작품이다.
속편 《스텝 업: 올 인》(2014)으로 이어진다.

## 줄거리
마이애미를 배경으로, '더 몹'이라는 플래시몹 단체가 등장하여 도시 곳곳에서 깜짝 공연을 펼치며 주목받는다. 이 단체의 리더인 션은 호텔 웨이터로 일하며, 우연히 만난 발레리나 지망생 에밀리에게 호감을 느낀다. 에밀리는 션의 권유로 더 몹에 합류하게 되고, 그녀의 춤 실력은 단체에 새로운 활력을 불어넣는다. 
션과 에밀리는 사랑에 빠지지만, 에밀리의 아버지가 부동산 재벌로서 션의 동네를 철거하고 개발하려는 계획을 가지고 있다는 사실이 밝혀진다. 에밀리는 자신의 아버지가 더 몹의 활동에 반대한다는 사실을 숨기려 하지만, 결국 발각되고 만다. 이로 인해 션과 에밀리는 갈등을 겪고, 더 몹은 분열 위기에 처한다.
에밀리는 권위적인 무용단 오디션에서 탈락하고, 션은 더 몹의 활동으로 인해 감옥에 갇히게 된다. 그러나 션은 친구들의 도움으로 풀려나고, 더 몹은 다시 뭉쳐 아버지의 개발 계획에 맞서 대규모 플래시몹을 기획한다. 이들은 션과 에밀리의 듀엣 공연을 통해 아버지의 마음을 움직이고, 결국 개발 계획은 철회된다. 더불어, 더 몹은 그들의 재능을 인정받아 나이키 광고에 출연하는 기회까지 얻게 된다.

## 출연
- 라이언 구즈먼 - 숀 역
- 캐스린 매코믹 - 에밀리 앤더슨 역
- 미샤 게이브리얼 - 에디 역
- 피터 갤러거 - 윌리엄 "빌" 앤더슨 역
- 스티븐 "트위치" 보스 - 제이슨 하들러슨 역
- 토미 듀이 - 트립 역
- 클리어패트라 콜먼 - DJ 퍼넬러피 역
- 메건 분 - 클레어 역
- 애덤 G. 서바니 - 로버트 "무스" 알렉산더 3세 역

## 사운드트랙
| 곡 순서 | 곡 제목                                | 음악가                                                       | 재생 시간 |
| ------- | -------------------------------------- | ------------------------------------------------------------ | --------- |
| 1.      | "Let’s Go" (Ricky Luna Remix)          | 트래비스 바커 feat. 옐러울프, 트위스타, 버스타 라임스, 릴 존 | 3:45      |
| 2.      | "Live My Life" (Party Rock Remix)      | 파 이스트 무브먼트 feat. 저스틴 비버, 레드푸                 | 4:14      |
| 3.      | "Hands in the Air"                     | 팀벌랜드 feat. 니요                                          | 4:00      |
| 4.      | "Bad Girls" (Nick Thayer Remix)        | M.I.A. feat. 미시 엘리엇, 라이 라이                          | 4:37      |
| 5.      | "Get Loose"                            | 소해니 앤드 베인                                             | 3:16      |
| 6.      | "Feel Alive" (Revolution Remix)        | 퍼기 feat. 핏불, DJ 포잇                                     | 4:07      |
| 7.      | "U Don’t Like Me" (Datsik Remix)       | 디플로 feat. 릴 존                                           | 4:43      |
| 8.      | "This Is the Life"                     | 마이 네임 이스 케이                                          | 3:48      |
| 9.      | "Bring It Back"                        | 트래비스 포터                                                | 3:45      |
| 10.     | "Goin' In"                             | 제니퍼 로페즈 feat. 플로 라이다                              | 4:08      |
| 11.     | "Dance Without You" (Ricky Luna Remix) | 스카일러 그레이                                              | 3:13      |
| 12.     | "I Don't Like You" (Nick Thayer Remix) | 에바 시몬스                                                  | 4:24      |
| 13.     | "To Build a Home"                      | 더 시네마틱 오케스트라                                       | 6:09      |